# Botarga (alimento)

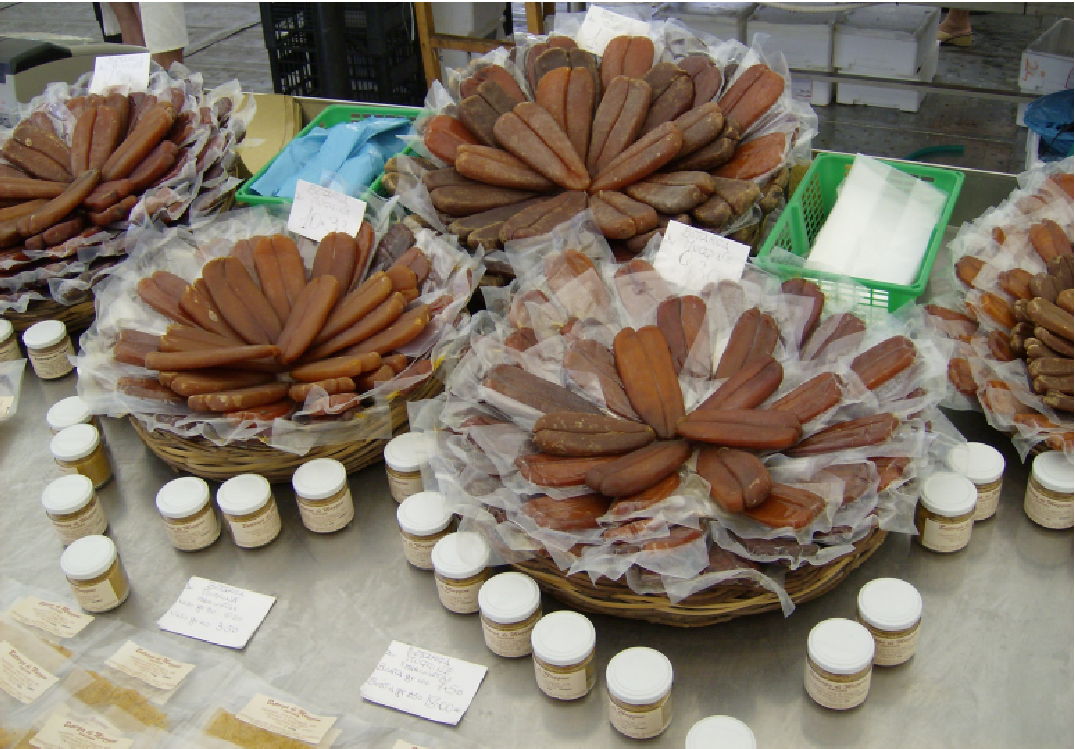
Botarga a la venta en el mercado de San Benedetto, Cagliari (Cerdeña).

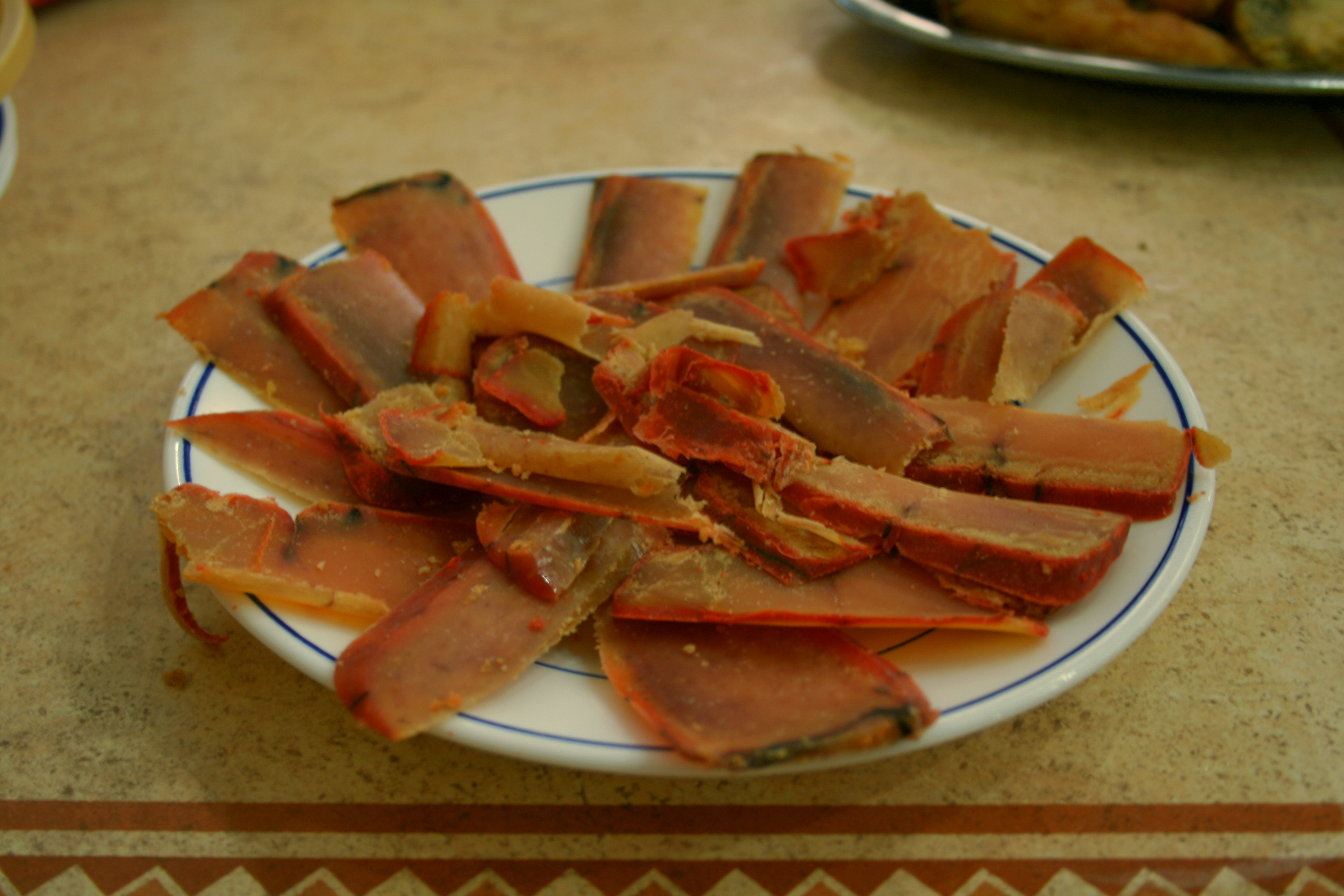
Huevas secas en Cádiz.

La botarga (en italiano: bottarga; en occitano y en francés: boutargue o poutargue; en árabe: بطارخ‎ batarej; en griego: αυγοτάραχο avgotarajo) es un alimento típico de varias regiones costeras del Mar Mediterráneo consistente en las huevas de ciertos pescados saladas y secas.

## Etimología
La etimología  está discutida, algunas fuentes la consideran árabe  y otras griega, lo más probable es que (como ocurrió con otras palabras durante la Edad Media) el término haya sido difundido a partir del idioma griego, con variaciones, por los árabes en las costas norteafricanas y las de Europa occidental.

Si la hipótesis (tal como parece serlo) de la etimología griega es la cierta, aun así presenta diversos posibles étimos, entre estos los siguientes: άβροτάριχον (abrotarijón) y esta palabra compuesta por: άβρóς (= delicado) + τάριχον (pescado o carne en salazón, encurtido). La otra etimología helénica probable, documentada por Simeon Seth en el siglo XI, deriva del griego bizántino: ώótάριχον (Ōotarijón= huevo encurtido) compuesta por ώóν (=huevo) + τάριχον, sea como fuere, el nombre moderno habría substituido ώóν por αυγο.

Se ha sospechado que la palabra griega derive del copto utarajú  aunque es probable que el copto haya tomado la etimología del griego lo mismo que luego el árabe, así en este último idioma se documenta hacia el 1400 la palabra huṭarih̪ o butarij, la palabra transcrita al árabe habría sido transliterada luego al español como botarga y desde éste habría pasado al italiano y al occitano.

Los defensores de la etimología árabe de la palabra botarga (así como las palabras bottarga en italiano  o boutargue en occitano) consideran que la palabra española es de origen árabe. En idioma árabe, buṭārikh (بطارخ) significa (entre otros significados similares) huevas de pescados saladas y disecadas.

## Origen
Ya los antiguos egipcios consumían huevas de pescado disecadas unos 3500 años antes del presente. Sin embargo su difusión por las costas del Mar Mediterráneo se debería a los fenicios. Tradicionalmente se ha tratado de un alimento constituyente de la dieta de los pescadores durante sus jornadas en la mar. En la actualidad, fuera de sus zonas tradicionales, se ha transformado en un alimento de lujo que se consume como un aperitivo (por ejemplo un antipasto) o como aderezo de las pastas.

## Preparación básica
La bolsa ovárica es extraída del pescado hembra y, sin romperla, es luego lavada para quitarle las impurezas, tras esto es puesta en salmuera o una salazón de sal marina teniendo el cuidado de revolver cotidianamente las bolsas ováricas y el cambiar periódicamente la sal, luego se prensa para escurrir en todo lo posible la humedad y se expone al sol o se deja estacionar en un ambiente adecuadamente seco y limpio.

## Consumo

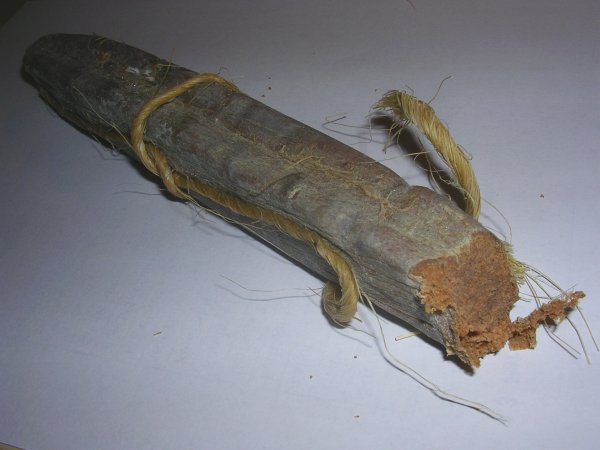
Botarga de atún de Favignana

En Italia se utilizan principalmente las huevas de mújol (llamado en español también: múgil o cabezudo o liza o albur y en italiano: muggine – en especial el Mugil cephalus–), en segundo lugar las de atún, en tercer lugar las de pez espada e incluso corvina, aunque para los italianos puristas solo la bottarga di muggine (botarga de mújol) es la única que debe ser denominada bottarga, producida principalmente en Cerdeña , sin embargo de esto es muy común que en Italia se llame también botarga a la de huevas de atún (bottarga di tonno), que se preparan especialmente en Sicilia (en esta isla son famosas las de Favignana y Trapani), e incluso en la región costera de la Toscana llamada Maremma grossetana destacándose allí las botargas de Orbetello. Estas preparaciones se suelen consumir embebidas con abundante jugo de limón y, tal cual se ha dicho, además de aperitivo, sirven para aderezar las pastas.
Las otras zonas costeras del Mediterráneo que se destacan por la producción de botargas son Provenza, las costas de Grecia, Chipre, Turquía, Egipto, Túnez, en Japón existe una preparación muy similar llamada karasumi.

En España, se producen y consumen principalmente en el sudeste (hueva de mújol), en la Región de Murcia y provincia de Alicante, siendo la población de San Pedro del Pinatar, a orillas del Mar Menor donde se centra la mayor producción, en una zona también dedicada a la explotación de sal marina. Además de mújol, otras variedades se preparan a partir de las huevas de atún, bonito, corvina o maruca, entre otras.
Al ser considerada la botarga desde el siglo XX un alimento de lujo y haber aumentado fuertemente la demanda de las huevas de los pescados con los que confecciona, tales pescados actualmente escaseán en el Mediterráneo, por este motivo se los importan desde Mauritania, Senegal, Brasil etc.

## Nutrición y salud
Como todos los huevos y huevas la botarga es rica en proteínas y vitaminas aunque algo degradados por el carácter de conserva de este alimento, sin embargo se destaca la importante cantidad de serotonina que la botarga posee.